# 리틀 뱀파이어 3D
《리틀 뱀파이어》(독일어: De kleine Vampir)은 2017년 공개된 독일의 애니메이션 영화이다.